# Túnel Caracoles
El túnel Caracoles es un antiguo túnel ferroviario internacional de una sola vía que comunica Argentina y Chile a través de la cordillera de los Andes entre la provincia argentina de Mendoza y la región chilena de Valparaíso. 
Fue inaugurado en el año 1909 como parte de la línea del Ferrocarril Trasandino Los Andes-Mendoza con una extensión de 3143 metros, y se mantuvo activo hasta 1979, cuando circuló el último tren de pasajeros.
En 1997 fue habilitado para el cruce de vehículos livianos en caso de emergencia, como túnel de servicio y para aumentar la capacidad de transporte del Paso Internacional Los Libertadores.
En 2019 se llamó a licitación para la ampliación del túnel, que será habilitado con dos pistas y se construirán cinco galerías que lo van a comunicar con el túnel del Cristo Redentor para casos de emergencia.